# Amandina van Schakkebroek

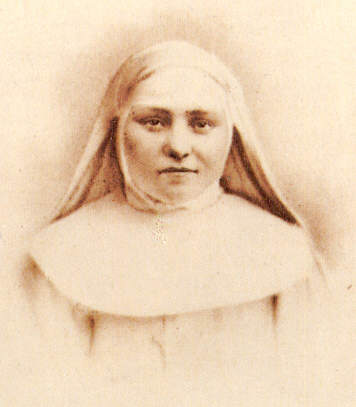
De Heilige Amandina van Schakkebroek

De heilige Amandina van Schakkebroek (Schakkebroek, Herk-de-Stad, 28 december 1872 - Taiyuan, 9 juli 1900), geboren als Maria-Pauline Jeuris, was een Belgische missiezuster in China. Na een uitwijzing genegeerd te hebben werd ze met andere christenen tijdens de Bokseropstand terechtgesteld. Op 1 oktober 2000 werd Amandina heilig verklaard, de eerste heiligverklaring in het jonge bisdom Hasselt.

## Achtergrond
Haar eigenlijke naam was Maria-Pauline Jeuris. Haar vader was Cornelius Jeuris, geboren op 25 februari 1830 en haar moeder was Agnes Thijs, geboren op 13 mei 1836. Haar moeder stierf op 27 oktober 1879 bij de geboorte van haar negende kind. Pauline zelf was het zevende kind.

## Opleiding
Op zesjarige leeftijd verloor Pauline haar moeder. Ze werd tot haar veertiende toevertrouwd aan een buurvrouw (Celis-Jans) en verbleef daarna twee jaar bij de familie Van Schoonbeek-Jans. Ze volgde de lagere school bij de zusters Ursulinen in Herk-de-Stad. In 1886 ging ze dienen bij de Zusters van Liefde in Sint-Truiden die haar ook toelieten om verder te studeren. Haar oudste zuster Marie was al toegetreden tot deze congregatie en haar twee jaar oudere zuster Rosalie werkte er ook al twee jaar.
Op 2 augustus 1892 ging ze voor een jaar naar Hasselt om het gezin van haar zieke zuster Anna, weduwe met vier kinderen, bij te staan.
Als lid van de Derde Orde trad ze als novice op 19 juli 1895 in bij de Zusters Franciscanessen van Maria in de Kongostraat in Antwerpen. Deze jonge Franse congregatie was helemaal op missiewerk gericht en ook zij opteerde dus voor missiewerk - in navolging van haar zuster Rosalie - met als kloosternaam Honorine. In het klooster nam Pauline de naam Maria-Amandina aan, in navolging van de Heilige Amandus, apostel van Vlaanderen. In 1896 trok zij naar Marseille om er voor verpleegster te studeren. Ze legde haar kloostergeloften af op 6 juni 1898.

## Bewogen verblijf in China

### Aanstelling als missiezuster

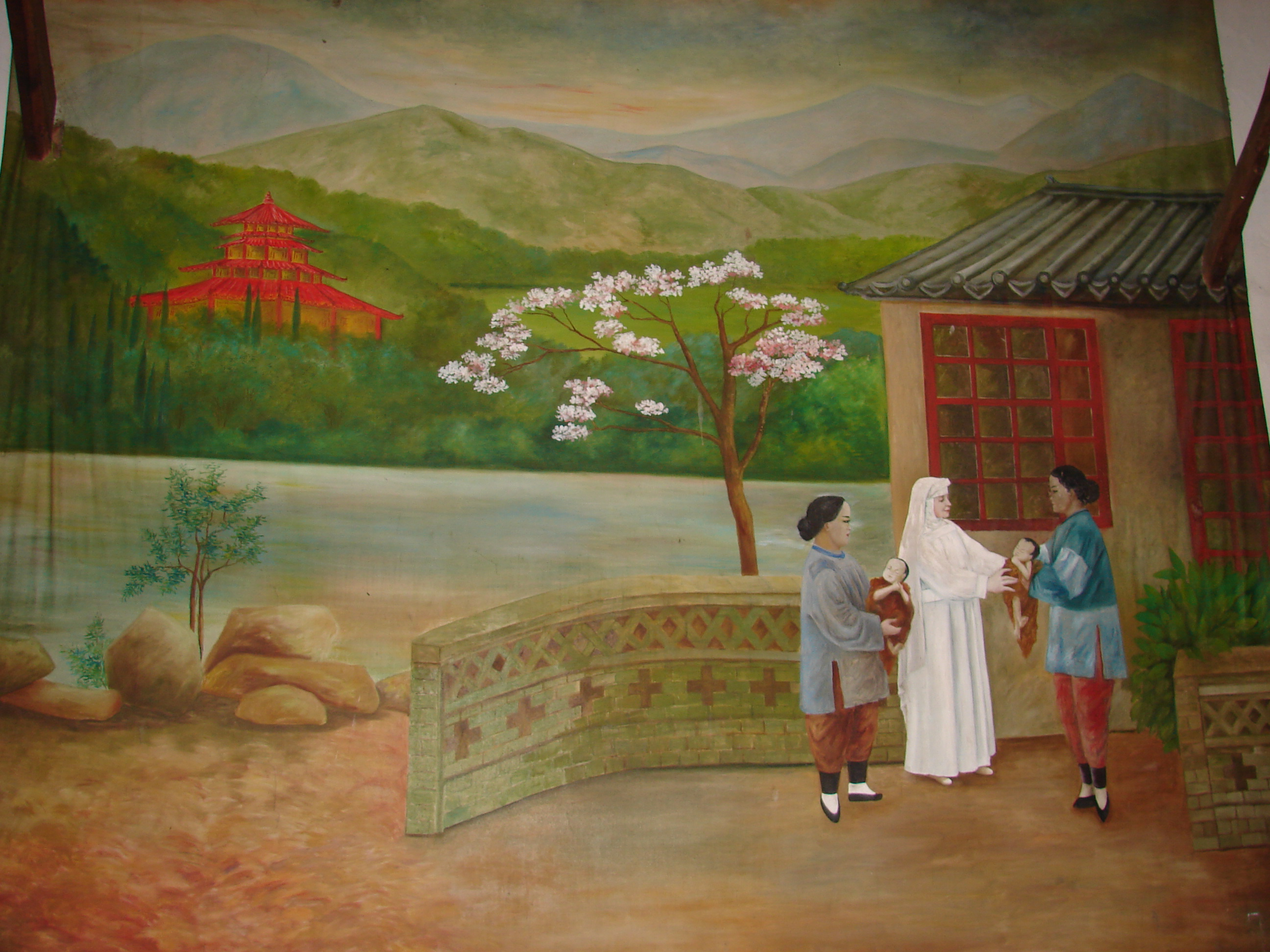
De Heilige Amandina op haar missiepost in Taiyuan, China. Schilderij in het koor van de "Chinese Kapel" in het Amandina-museum

Eind 1898 was Mgr. Francesco Fogolla, hulpbisschop van Mgr. Gregorio Grassi, apostolisch vicaris van de Shanxi in China op bezoek in Marseille om zusters voor hun missie te bekomen.

### De reis naar China
Op 12 maart 1899 kon Zuster Amandina samen met Mgr. Fogolla en zes andere zusters naar China vertrekken, met de stoomboot Salazië van de lijn Marseille-Sjanghai. Ze voeren via het Suezkanaal. Op 29 maart 1899 ontmoette ze in Colombo in Sri-Lanka haar zuster Honorine, die daar missiezuster was. Op 14 april 1899 kwamen ze aan in Shanghai. Hier nam een deel van de groep zusters afscheid om zich naar hun missiewerk in het gebied van de Jangtsekiang (Blauwe Rivier) te begeven.
Zuster Amandine voegde zich met de rest van de groep bij Mgr. Fogolla en vervolgens voeren zij naar Tianjin, waar ze op 28 april 1899 aankwamen. Hier namen ze de trein tot Peking. Daarna hadden ze een twaalf uur durende treinreis van Peking naar Baoding. In Baoding werden ze feestelijk onthaald en rondgereden in riksja's. Ze verbleven enkele dagen in Baoding om uit te rusten. Met een karavaan van veertig personen, draagstoelen en ezels gingen ze verder naar Taiyuan, waar ze op 4 mei 1899 aankwamen. Ook daar werden ze feestelijk onthaald.

### Missiewerk in Taiyuan
Ze werkte in Taiyuan in de provincie Shanxi in een weeshuis en richtte er haar dispensarium in. De zusters trokken zich vooral het lot van wezen en achtergelaten kinderen aan. Amandina was er werkzaam als verpleegster en in de farmacie. Eigenhandig doopte zij heel wat kinderen die bij haar werden binnengebracht en vaak al snel overleden. Zelf bleef ze ook niet gespaard, want in de lente van 1900 werd ze zwaar ziek. Net toen men haar al wilde opgeven, herstelde ze miraculeus.

### Martelaarsdood
In het kader van de Bokseropstand was er een vijandig politiek klimaat ten aanzien van westerlingen en katholieke missionarissen in China. Op 1 juli 1900 werd een edict uitgevaardigd waarbij de katholieke en protestantse missionarissen in Taiyuan op straffe van dood werden uitgewezen. Alhoewel Mgr. Fogolla en anderen aandrongen hieraan gehoor te geven, wilden de missiezusters toch op hun post blijven. Op 9 juli 1900 werd Amandina na een publiek proces door onthoofding terechtgesteld, samen met 31 andere missionarissen en Chinese bekeerlingen. Vier dagen lang bleven de lijken liggen, waarna ze buiten de stadsmuren begraven werden. De hoofden van bisschoppen Grassi en Fogolla werden in een soort kooi bij de stadspoorten tentoongesteld.

### Afloop
Na de inval van acht mogendheden in Peking capituleerde keizerin Cixi en werd op 7 september 1901 het Bokserprotocol ondertekend. Als gevolg hiervan werden de lijken opgegraven en ondergebracht in een erepaviljoen op de koer van het gerechtshof van Shanxi. Dit werd op 24 maart 1903 officieel ingehuldigd.

## Medezusters
- Zuster Marie Adolphine (3 maart 1866 - 9 juli 1900).

## Zaligverklaring en heiligverklaring
Op 24 november 1946 werd Zuster Amandina, samen met haar medezusters, zalig verklaard. Op 1 oktober 2000 werd ze, samen met 120 lotgenoten, heilig verklaard. De heiligverklaring van zoveel katholieke missionarissen in China, en dit dan nog op de Chinese Nationale feestdag, veroorzaakte wrevel in China.

## Iconografie
Amandina van Schakkebroek wordt voorgesteld in het witte missie-habijt van haar orde met een crucifix en een martelaarspalm in de hand. In de Sint-Quintinuskathedraal te Hasselt staat een vroeg-twintigste-eeuws beeld van haar. Zo staat zij ook in de Sint-Martinuskerk te Herk-de-Stad. 

## Feestdag
De facultatieve gedachtenis van de HH.Amandina maagd en gezellen, martelaren worden gevierd op 10 juli, ook al stierf Amandina op 9 juli.
In het bisdom Hasselt is dit een verplichte gedachtenis

## Amandinamuseum

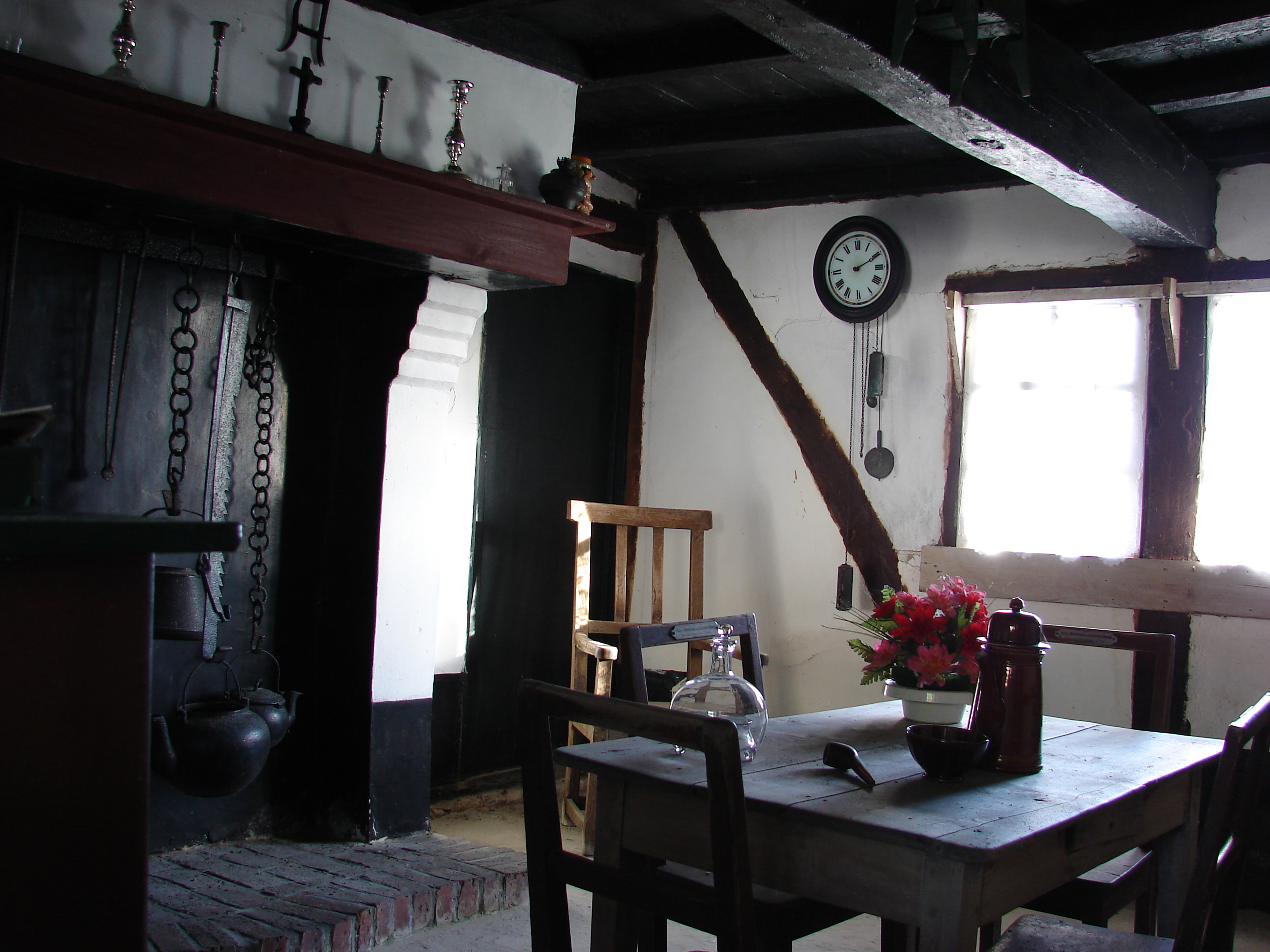
Kamer van de ouderlijke woonst van Amandina(Amandinamuseum)

Het Amandinamuseum is ondergebracht in het geboortehuis van Amandina in Schakkebroek bij Herk-de-Stad. Een gedeelte omvat de leef- en slaapvertrekken die ingericht zijn in de stijl van het einde van de 19e eeuw. Een ander gedeelte is de schuur die omgebouwd werd tot de "Chinese Kapel". In deze kapel wordt regelmatig een Heilige Mis opgedragen. Op 15 juni 2000 werd het Amandinahuis beschermd verklaard door de commissie Monumenten en Landschappen van de Vlaamse regering. De relieken van de Heilige Amandina en van haar gezellen worden veilig in het tabernakel van de "Chinese Kapel" bewaard. 

## Kerk Schakkebroek
De Onze-Lieve-Vrouw Onbevlekt Ontvangenkerk is de parochiale kerk van Schakkebroek en is gelegen aan de Amandinaweg. De kerk werd gebouwd op de plaats waar vroeger een boomkapelletje hing waar de Heilige Amandina ging bidden. 
De kerk werd gebouwd van 1908-1909, en ook in 1909 werd de parochie van Schakkebroek afgesplitst van die van Herk-de-Stad.  Het is een bakstenen kruiskerk in neogotische stijl. De vierkante westtoren bevindt zich aan de noordzijde. Deze heeft vier geledingen en een tentdak als spits. Onder de toren is een devotiekapel ingericht ter ere van de heilige Amandina van Schakkebroek. Hier staan een aan Haar toegewijd altaar met geschilderd retabel. Ook bevinden zich hier foto's uit haar leven en van haar Zalig- en Heiligverklaring. Aan de noordzijde van de westgevel van de kerk bevindt zich een traptorentje.
De kerk bezit een gepolychromeerd beeld van de Heilige Rita van omstreeks 1700, en een piëta van 1602. Ook is er een altaarstuk, voorstellende episoden uit het leven van de Heilige Amandina, door Leon Pringels.
De kerk is niet opengesteld voor publiek, enkel tijdens de Liturgische diensten en tijdens de week ter ere van de Heilige Amandina.